# هری بولند (بازیکن بسکتبال)
هری بولند (انگلیسی: Harry Boland; ۲۱ سپتامبر ۱۹۲۵ – ۱۸ دسامبر ۲۰۱۳) بازیکن بسکتبال اهل جمهوری ایرلند بود. وی در بازی‌های المپیک تابستانی ۱۹۴۸ شرکت کرده‌است.